# Encephalartos mackenziei
Encephalartos mackenziei es una especie de Cycadopsida del género Encephalartos, de la familia Zamiaceae, del orden Cycadales.

## Distribución
Encephalartos mackenziei se distribuye por Sudán del Sur (Eastern Equatoria).

## Taxonomía
Fue descrita científicamente por L.E.Newton. Fue publicado por primera vez en L.E.Newton. In: Bot. J. Linn. Soc. 140(2): 187-192, figs. 1-6. (2002).